# Live at Montreux 1996
Live at Montreux 1996 е концертен албум и DVD на британската хардрок група Deep Purple, записан през 1996 г. и издаден през 2006 г. Съдържат изпълнението на групата от джаз фестивала в Монтрьо през 1996 и 2000 г.

### Бонус песни
Записани на Джаз фестивала в Монтрьо, Швейцария на 22 юли 2000 г.
1. Sometimes I Feel Like Screaming – 6:46 (Гилън, Морз, Глоувър, Лорд, Пейс)
2. Fools – 9:41